# マラカル島

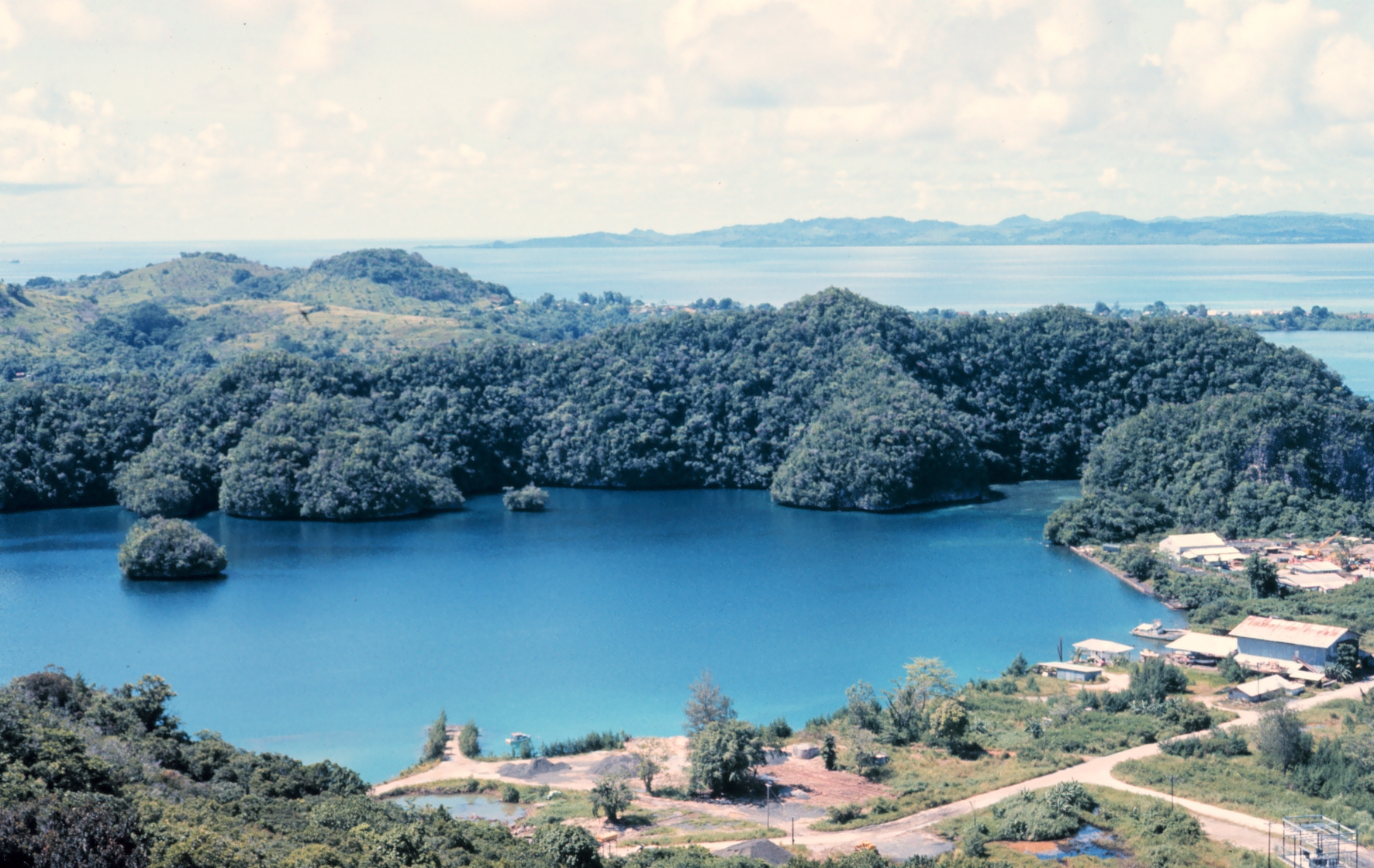
マラカル島

マラカル島（マラカルとう、英語：Malakal Island、パラオ語：Ngemelachel）は、パラオ共和国コロール州に属する島の一つ。

## 概要
マラカル島付近はサンゴ礁があまりないため、パラオ随一の港湾施設が存在する。また港としての立地条件のよさから、ダイビング業者や旅行業者の拠点が集まっている。エコパラダイスFMの送信所もこの島にある。
マラカル島とコロール島の間には陸橋で接続されている。